# Jake LaMotta
Giacobbe LaMotta (n. 10 iulie 1922, New York City, New York, SUA – d. 19 septembrie 2017, Miami, Florida, SUA), mai cunoscut ca Jake LaMotta, poreclit „Taurul din Bronx” sau „Taurul Furios”, a fost un campion de box la categoria mijlocie devenit celebru după ce Robert De Niro l-a interpretat în filmul Taurul furios.